# ختم الإلغاء القاتل (طوابعية)
في علم جمع الطوابع، يُعد ختم اليد القاتل نوعًا ثقيلًا بشكل خاص من الأختام اليدوية، أو جزءًا منها، ويتكون من قضبان ثقيلة أو طبعات من الفلين أو أدوات بدائية أخرى تُستخدم لإلغاء طوابع البريد. قد تُعرف هذهِ الأختام اليدوية أيضًا باسم "الممحاة" لأن العلامة المطبقة غالبًا ما تحجب الطابع بالكامل تقريبًا.

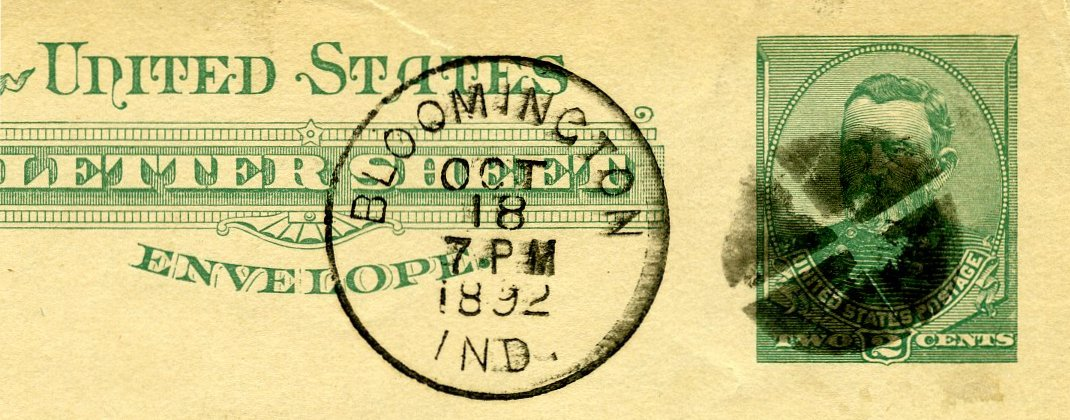
ختم الفلين القاتل يدمر ورقة خطاب المنحة لعام 1886، المستخدمة في عام 1892.

استُخدمت الأختام القاتلة بكثرة في بدايات ظهور طوابع البريد، إذ سعت السلطات البريدية إلى ضمان عدم إمكانية إعادة استخدام الطوابع.

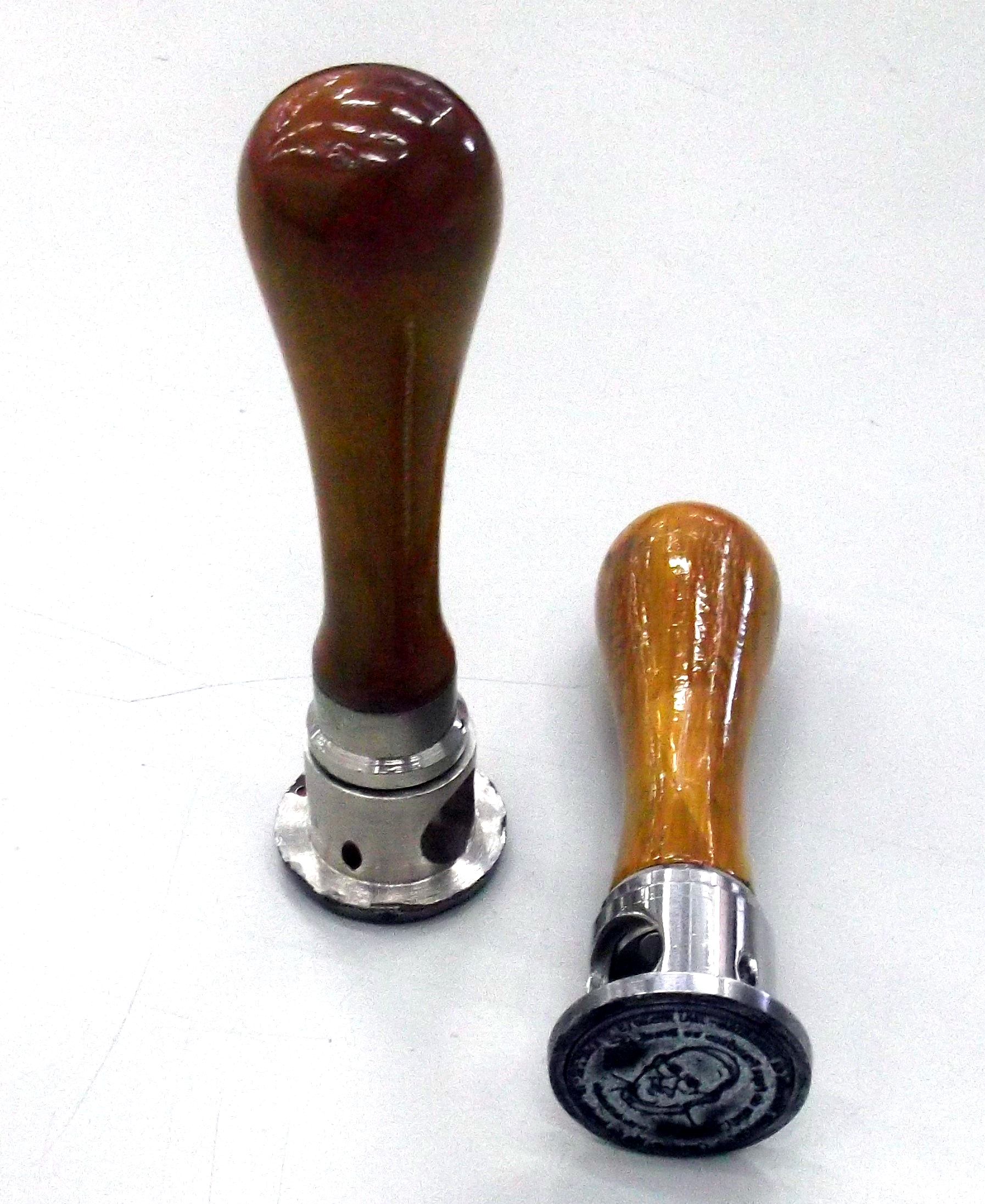
ختم يدوي لإلغاء طوابع البريد

في الولايات المتحدة، يُطلق هذا الاسم أيضًا على ختم تاريخ دائري ذي أربعة أشرطة أفقية سميكة على اليمين. يُلغي هذا الختم اليدوي الطابع بفعالية، مع ترك معلومات المكان والتاريخ واضحة. تُعرف هذهِ الأشرطة باسم أشرطة الختم القاتلة.

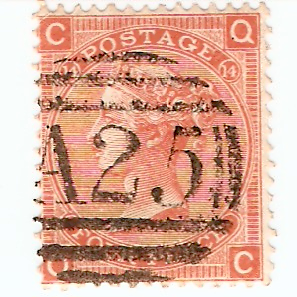
ختم إلغاء قاتل بالأرقام لطابع بريد عام 1865 في مالطا.

لا يوجد تعريف دقيق لما يعرف بختم إلغاء قاتل وما هو ليس كذلك، ويُستخدم المصطلح غالبًا للإشارة إلى أي إلغاء طابع بشكل ثقيل يصعب اعادة استعماله.

## صور من أختام الإلغاء على الطوابع

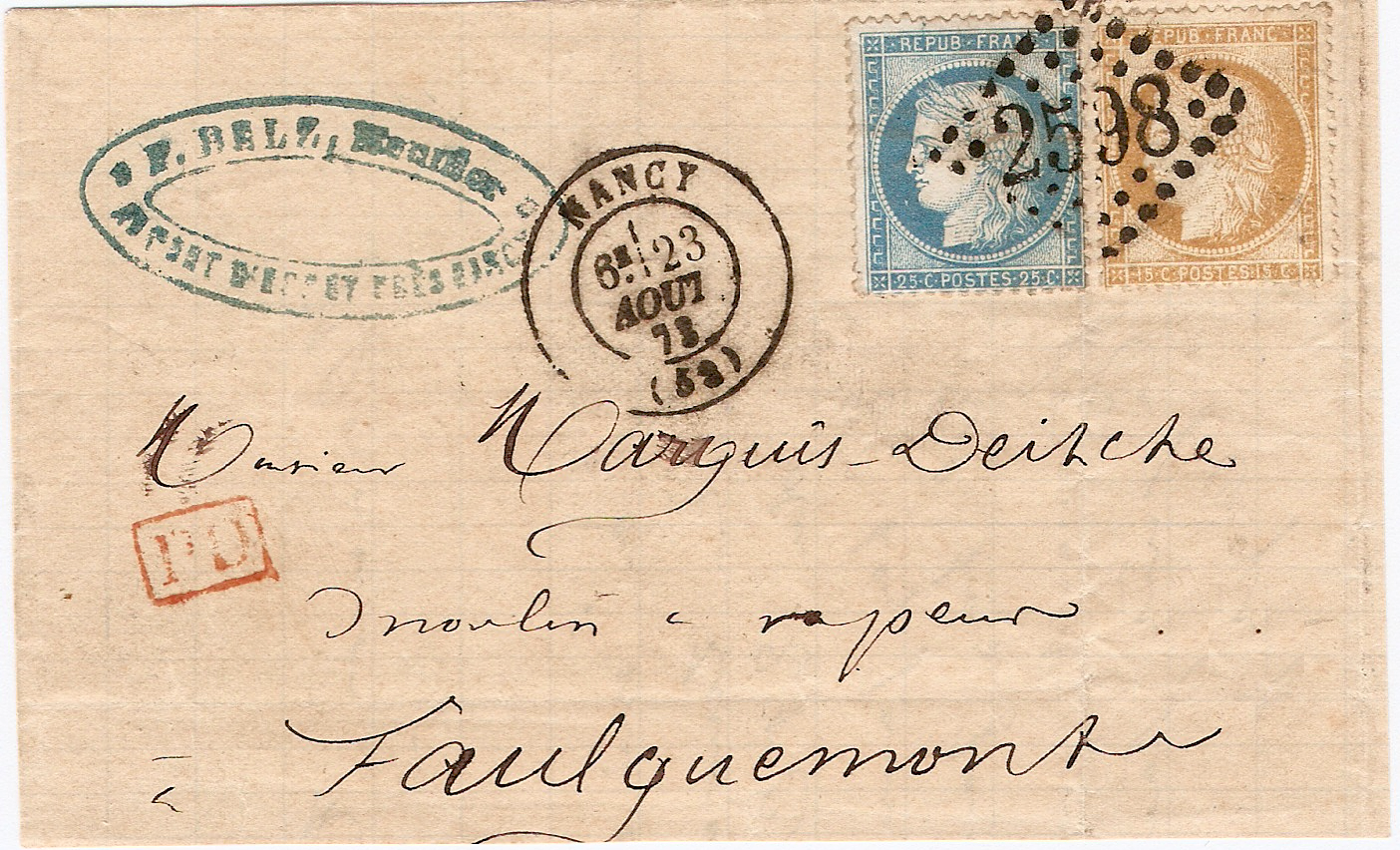
رسالة بريد من فرنسا عام 1873.
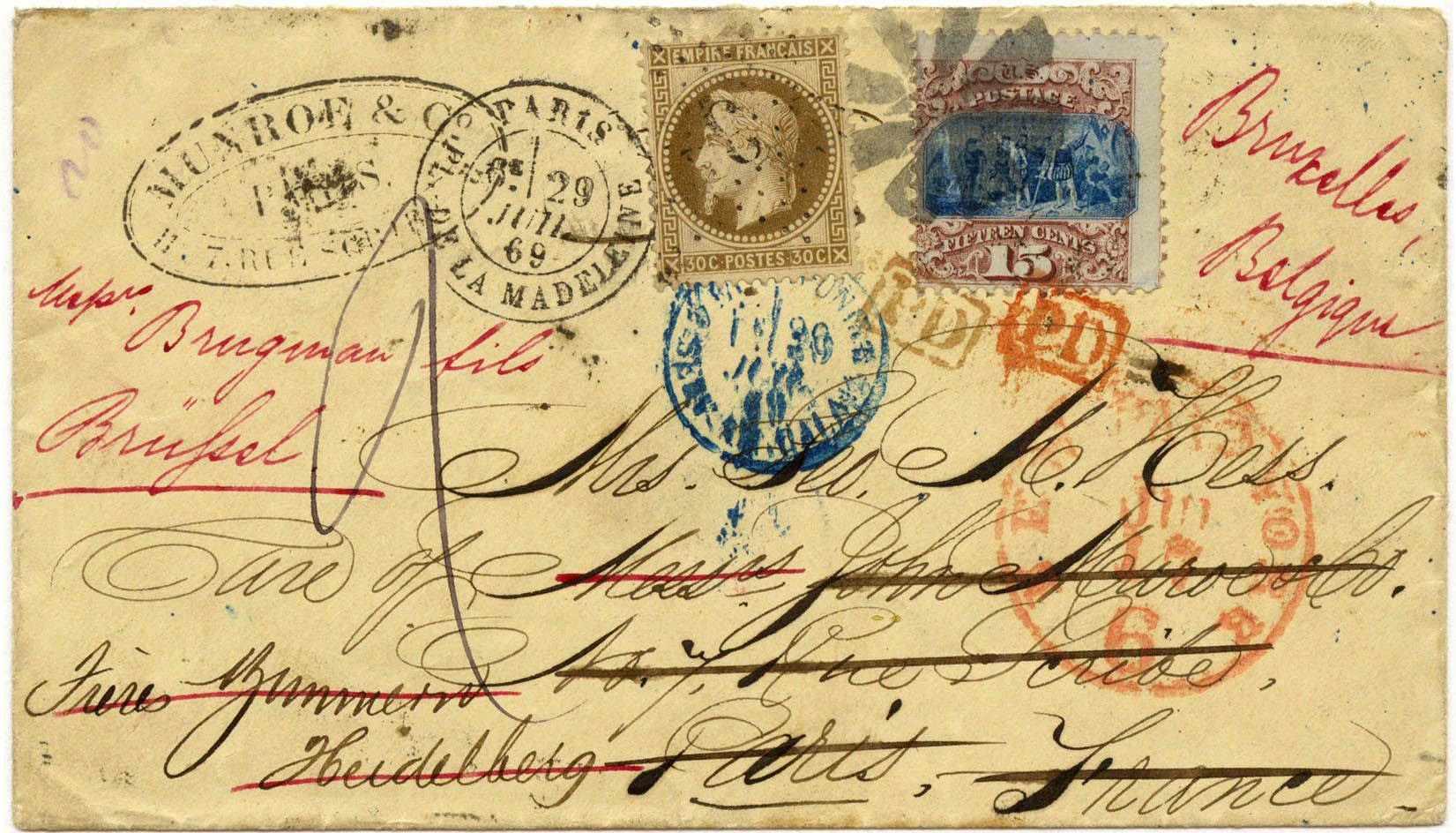
غلاف بريدي مونرو 1869
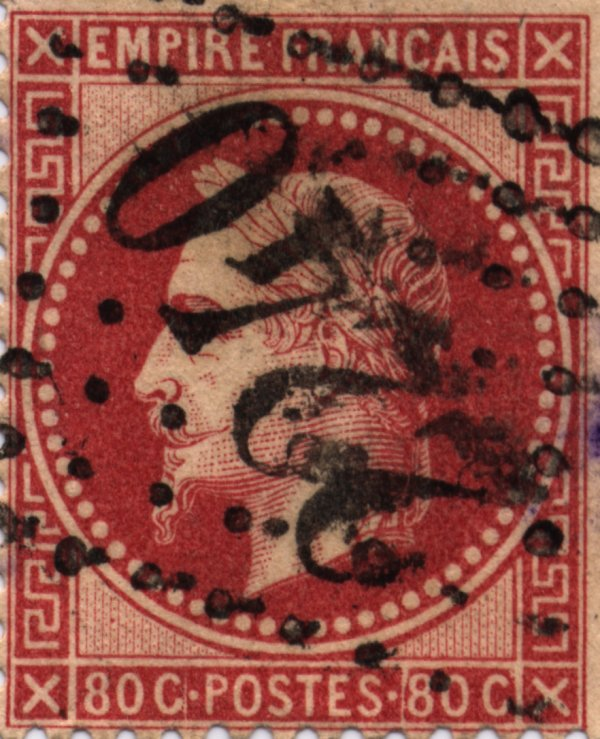
نابليون 3 لور بلون أحمر روج
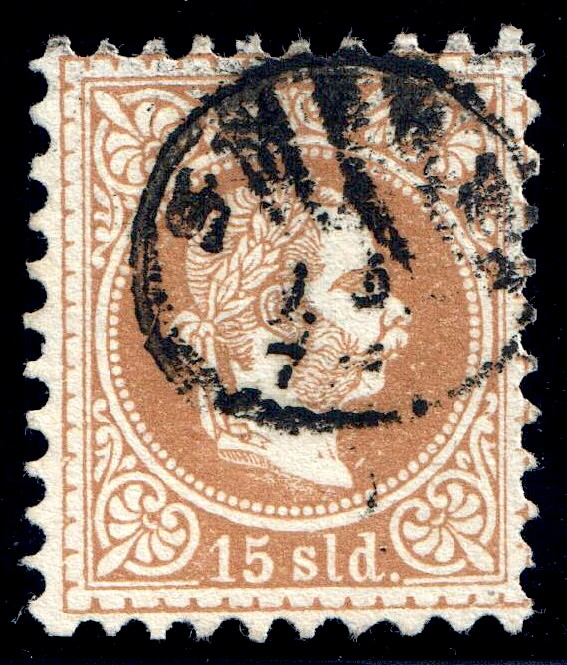
النمسا - بلاد الشام 1867
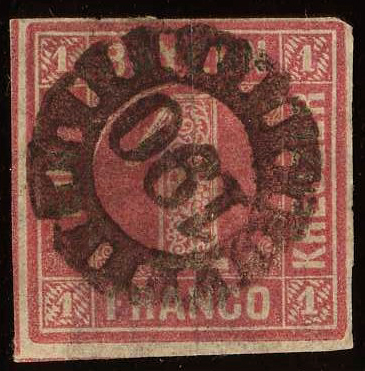
إصدار بايرن عام 1850
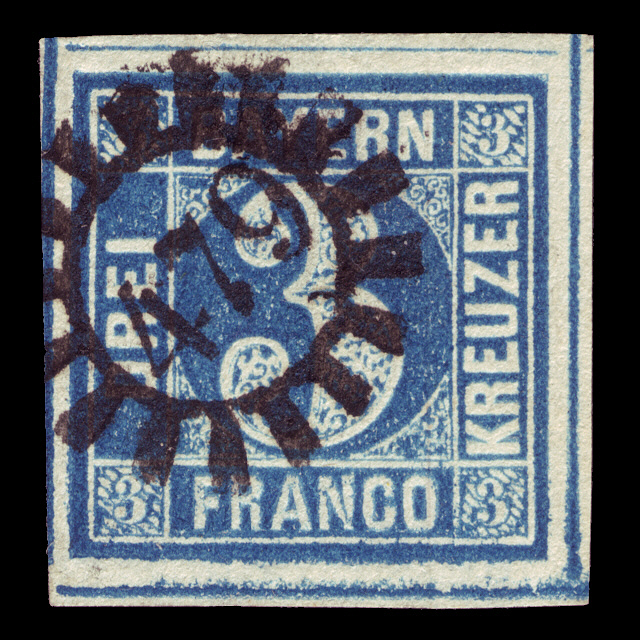
إصدار بايرن عام 1850 3 كرويزر
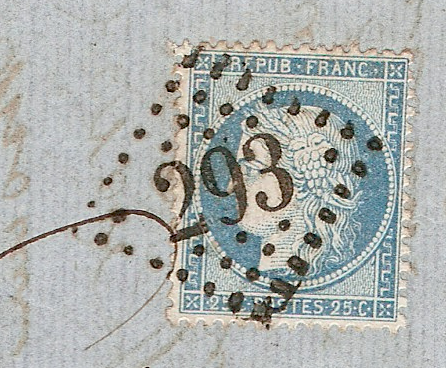
رسالة من فرنسا 1873 الغي الطابع بختم معيني ذو رقم 293
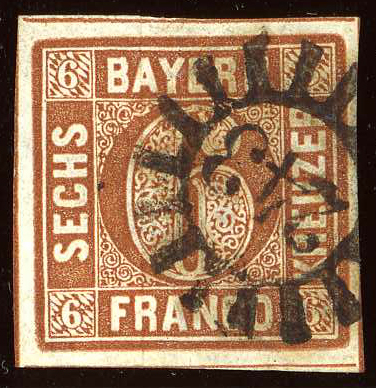
طابع من إصدار بايرن عام 1850
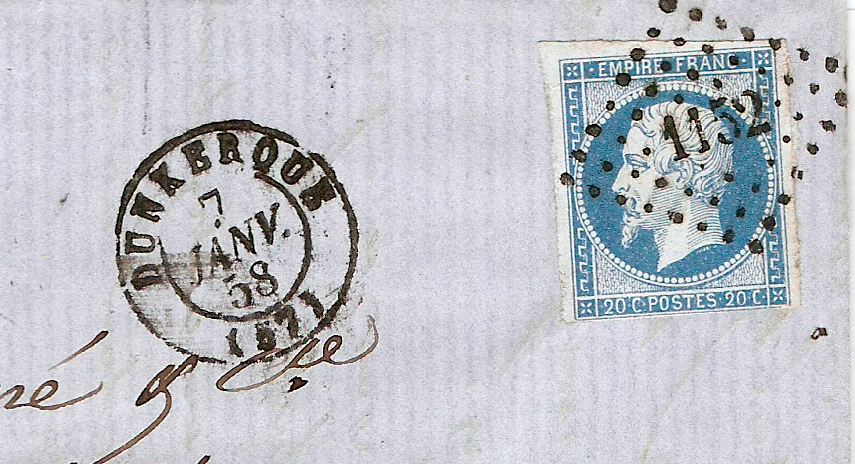
قطعة من غلاف مختوم من فرنسا - دونكيرك PC 1152
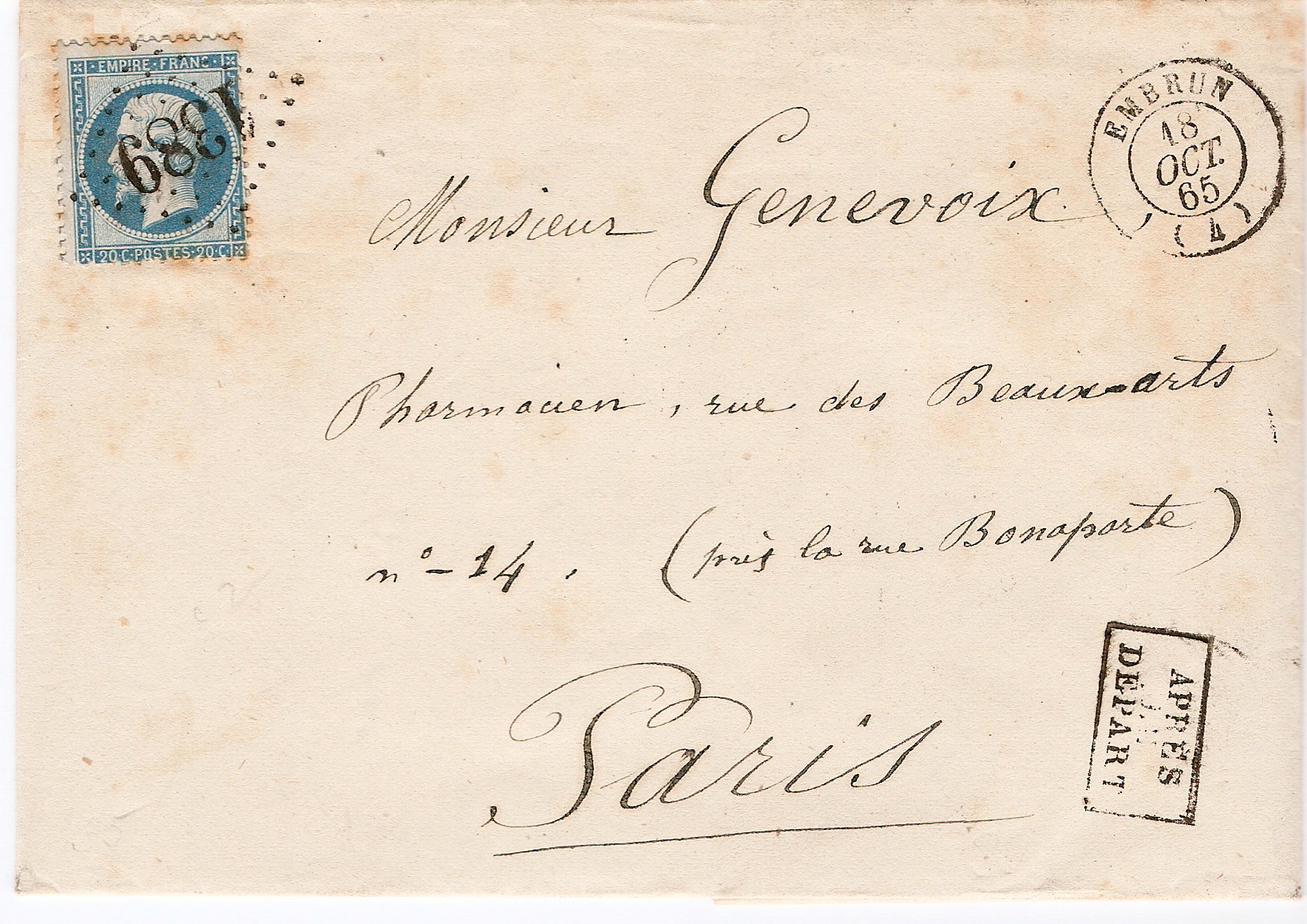
رسالة فرنسا إمبرون 1865
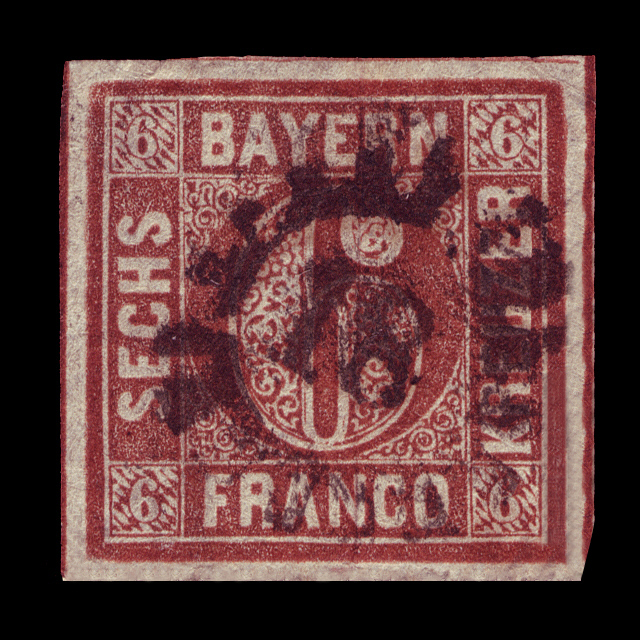
إصدار بايرن عام 1850 6 كرويزر
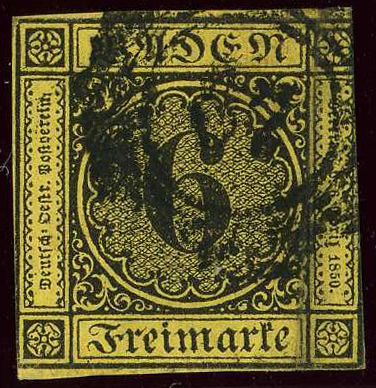
الطابع الأصفر الفئة 6